# El Manzano (Salamanca)
El Manzano ist eine nordspanische Gemeinde (municipio) in der Provinz Salamanca in der Autonomen Gemeinschaft Kastilien-León mit 57 Einwohnern (Stand: 2024).

## Lage
El Manzano liegt im Nordwesten der Provinz Salamanca in einer Höhe von ca. 780 m in der felsigen Landschaft nahe der Almendra-Talsperre, die den Río Tormes aufstaut. Die Provinzhauptstadt Salamanca ist etwa 70 Kilometer (Fahrtstrecke) in südöstlicher Richtung entfernt.

## Bevölkerungsentwicklung
| Jahr      | 1950 | 1960 | 1970 | 1981 | 1991 | 2001 | 2011 | 2021 |
| Einwohner | 334  | 351  | 208  | 136  | 120  | 91   | 73   | 65   |

Im Jahr 1900 hatte der Ort noch 342 Einwohner. Infolge des Verlusts an Arbeitsplätzen durch die Mechanisierung der Landwirtschaft ist die Bevölkerungszahl seitdem auf den derzeitigen Tiefststand zurückgegangen.

## Wirtschaft
Die Landwirtschaft spielt traditionell die größte Rolle im Wirtschaftsleben der Gemeinde. Einnahmen aus dem Tourismus in Form der Vermietung von Ferienwohnungen (casas rurales) sind in den letzten Jahrzehnten hinzugekommen.

## Sehenswürdigkeiten
- Julianskirche (Iglesia de San Julian Martír) aus dem 16. Jahrhundert
- mittelalterlicher Brunnen

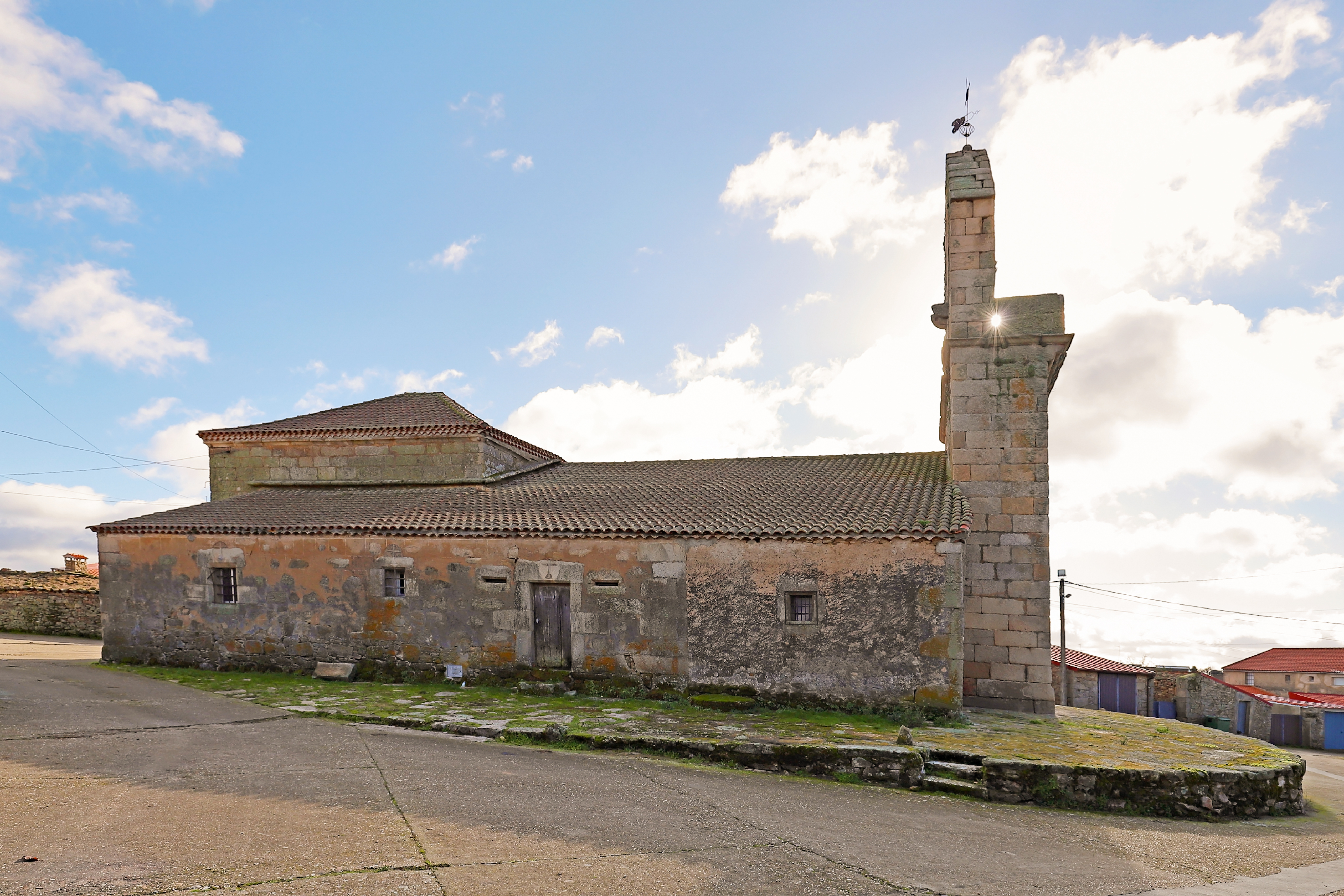
Julianskirche
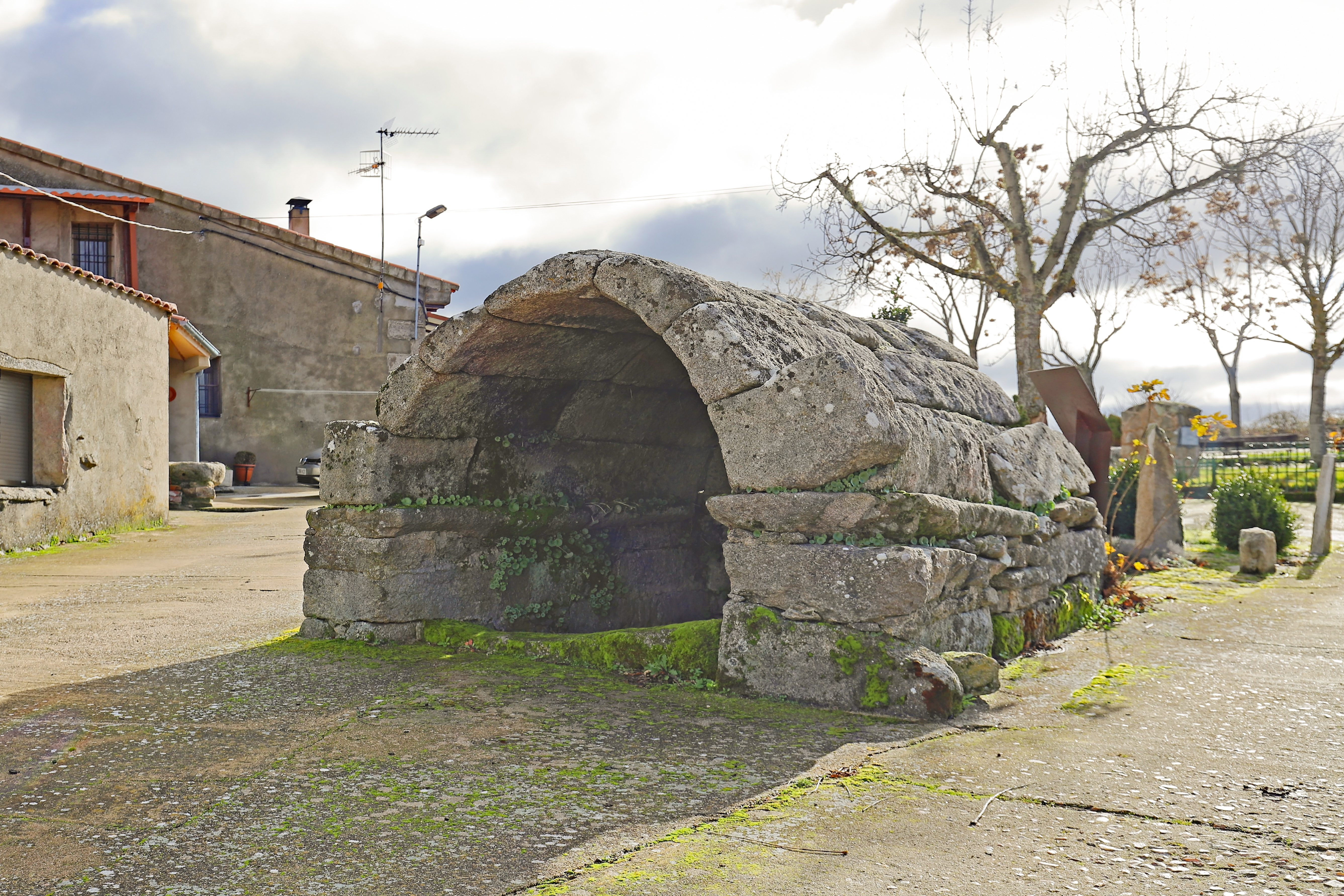
Mittelalterlicher Brunnen